# 東隆明
東 隆明（あずま りゅうめい、1944年9月28日 - ）は、日本の男性作家、脚本家、演出家、作詞家、俳優、コミュニティネットワーク自然会会長。和歌山県和歌山市出身。旧芸名は東 龍明。

## 略歴
近衛文隆の庶子を称する。隆明の生年に文隆は大谷正子と結婚し、隆明の生母とは婚姻を結ばなかったという。
和歌山県立和歌山商業高等学校卒業後、19歳で上京。俳優、演出、脚本、企画制作などに携わる。また、情操教育を通じて青少年の健全育成に尽力すべく、学校演劇も手がける。
1983年、自然会（現コミュニティネットワーク自然会）発足、主宰。愛と究極の平和を説き続けている。講演会多数。
1992年より始められた島原復興支援活動では、復興ビルを創設して運営しながら常駐者を置き、地域のコミュニケーションに尽力する。また、島原復興応援歌を作詞して日本クラウンより発売し、全国37会場で復興支援コンサートを敢行したうえ、市役所に募金を寄贈するなど、10年に渡り多方面の支援を続けた。
私的な面ではドキュメンタリー作家・西木正明の『夢顔さんによろしく 最後の貴公子・近衛文隆の生涯』（文藝春秋社刊）に実名で登場している。
漫画家の赤塚不二夫とは深い親交があり、赤塚が生前最後に描いた連載漫画『酒仙人ダヨーン』（「ビッグコミックスペリオール」連載）のモデルにもなった。
息子に隆道がいる。

## 主な作品

### 著書
- 実践超能力!YOU…
- 天職
- 達人
- ウソを見抜くホント八百
- CHANCE（企画・出版天恵堂）

### 脚本・演出
- こんな愛をしてみたい〜嵐が丘より嵐が丘〜（企画・出版天恵堂）
- ナポレオン（一水社）
- 巌窟王
- こだまでせうか〜童謡詩人・金子みすゞ　その愛と死〜（日本クラウン）他

### 作詞
- 普賢花
- 島原慕情
- ふるさと
- 愛ある故に
- 人生は幻（以上、日本クラウン）他

## 出演作品

### 映画
- 札幌・横浜・名古屋・雄琴・博多 トルコ渡り鳥（1975年）　- 渡辺利夫
- 炎のごとく（1981年）　- 岡田以蔵
- ブルーレイン大阪（1983年） - 長谷川

### テレビドラマ
- ウルトラシリーズ
  - ウルトラセブン（1968年）
    - 第18話「空間X脱出」 - 防衛軍隊員
    - 第33話「侵略する死者たち」 - シャドウマン ※ノンクレジット

  - ウルトラマンレオ 第12話「冒険野郎が来た!」（1974年） - 佐藤三郎隊員
- 青空にとび出せ! 第1話「ピンキングカー誕生」（1969年） - 古書店の客
- 江戸川乱歩シリーズ 明智小五郎 第17話「夜の墓場に踊る美女夢遊病者の死より」（1970年）
- 一心太助 第15話「花ある絶縁状」（1972年、CX / 国際放映） - 利助
- 変身忍者 嵐 第14話「血ぐるま怪人集団! 総攻撃!!」（1972年） - 三島の佐吉
- ミラーマン 第33話「インベーダーの海底基地」（1972年） - インベーダー ※第32話にクレジット
- 緊急指令10-4・10-10 第13話「海獣半魚人の反逆」（1972年） - 松本
- 超人バロム・1 第32話「魔人トゲゲルゲが死の山へまねく!!」（1972年） - 山の男
- 特別機動捜査隊
  - 第580話「刑事はつらいよ」（1972年）
  - 第673話「ある追跡の記録」（1974年） - 峰岸
- 仮面ライダーシリーズ
  - 仮面ライダー 第97話「本郷猛 変身不可能!!」（1973年） - 実験用囚人
  - 仮面ライダーストロンガー 第11話「カメレオーン! 悪魔のフィルム!?」（1975年） - 撮影スタッフ
  - 仮面ライダー (スカイライダー) 第1〜16話（1979年 - 1980年） - 飛田今太（レギュラー）
- 流星人間ゾーン 第14話「猛り狂うぞ! ガロガ少年攻撃隊」（1973年） - ガロガバラン星人 ※ノンクレジット
- どっこい大作
  - 第28話「ドン! とやるぞ!!」（1973年） - 港の労務者
  - 第41話「0.1グラムへの戦い」（1973年） - 呼び屋
- 旗本退屈男（1973年 - 1974年） - 一作（レギュラー）
- ジャンボーグA 第43話「殺し屋ロボット・必殺の罠」（1973年） - ピエロ
- イナズマン 第15話「影をくわれたお母さん」（1974年） - 菊村（カゲバンバラ）
- 遠山の金さん（1975年 - 1977年） -幇間・丈八（レギュラー）
- プレイガールQ 第53話「全裸で消された謎の女」（1975年、12ch / 東映） - 小高
- 伝七捕物帳 第127話 「悲涙の密告」（1976、NTV）- 儀十
- ザ・スーパーガール
  - 第19話「裸で狼の群れと闘え」 （1979年）
  - 第45話「女囚エレジー 愛の終着駅」 （1980年年） - 水内
- そば屋梅吉捕物帳 第3話「男一匹八百八町」（1979年、12ch / 国際放映） - 権次
- 大激闘マッドポリス'80 第1話「マフィアからの挑戦」（1980年） - 所轄の刑事
- ぼくら野球探偵団 第11話「赤マント 世界ちん記録を盗む」（1980年） - 山田記者
- ミラクルガール 第17話「一億円を拾った女」（1980年、12ch / 東映)
- 服部半蔵 影の軍団 第19話「吸血! 女の館」（1980年、KTV / 東映） - 扇太郎
- 柳生あばれ旅 第4話「関所狸の七変化 -箱根- 」（1980年） - 猪吉
- 大捜査線シリーズ・追跡 第3話「恋人よ!ダンシング・オールナイト」（1980年）
- 走れ!熱血刑事 第22話「ハラジュク・レディ」（1981年） - 森川
- 闇を斬れ 第14話「妻恋い逃亡・男でない男」（1981年） - 茂平太
- 連続テレビ小説　本日も晴天なり（1981年）
- Gメン'75　第313話「聖女たちの殺人トリック」（1981年）
- 暴れん坊将軍II 第17話「花嫁学校 討入り前夜!」（1983年） - 岩井平助
- やらいでか!